# 哈迪山
66°49′S 50°43′E / 66.817°S 50.717°E
哈迪山（英語：Mount Hardy）是南極洲的山峰，位於恩德比地，屬於圖拉山脈的一部分，處於歐菲德山以東，該山峰根據澳大利亞探險隊的空中照片被繪入地圖，以氣象觀測員命名。